# Charminus
Charminus is een geslacht van spinnen uit de  familie van de kraamwebspinnen (Pisauridae).

## Soorten
- Charminus aethiopicus (Caporiacco, 1939)
- Charminus ambiguus (Lessert, 1925)
  - Charminus ambiguus concolor (Caporiacco, 1947)
- Charminus atomarius (Lawrence, 1942)
- Charminus bifidus Blandin, 1978
- Charminus camerunensis Thorell, 1899
- Charminus marfieldi (Roewer, 1955)
- Charminus minor (Lessert, 1928)
- Charminus natalensis (Lawrence, 1947)
- Charminus rotundus Blandin, 1978